# 플림톤 322

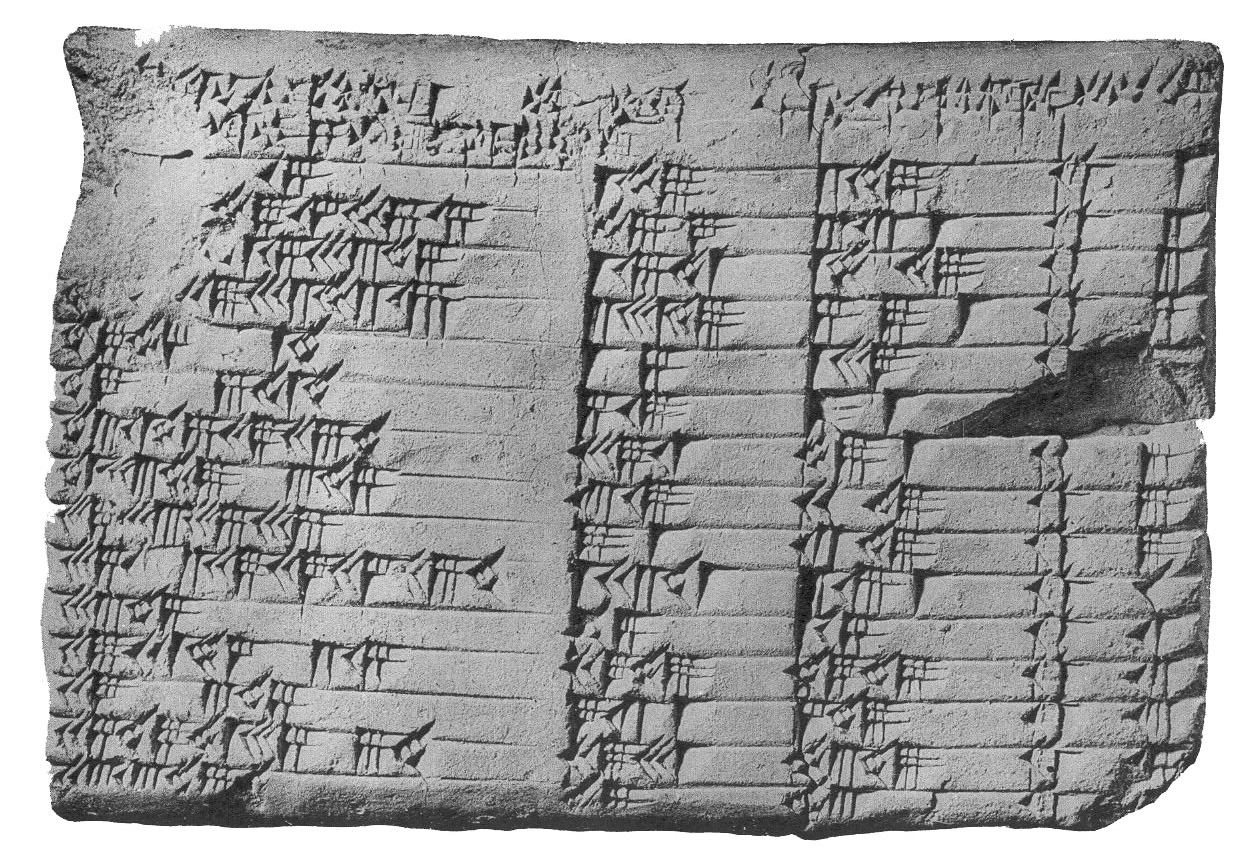
플림톤 322 점토판

플림톤 322(Plimpton 322)는 바빌로니아의 점토판으로 바빌로니아 수학에 관한 내용을 담은 것으로 유명하다. 미국 컬럼비아 대학교의 플림톤 수집품의 하나로 322의 번호를 가지고 있다. 이 점토판은 기원전 1800년 경에 쓰여진 것으로 여겨지며, 4개의 열과 15개의 행으로 구성되어 있다. 그 내용은 피타고라스의 수를 의미한다. 고대 메소포타미아인들은 15개의 피타고라스의 수를 60진법으로 이 점토판에 쐐기 문자로 적어 놓았다.
현대적 관점에서 볼 때, 이러한 수를 구성하는 방법은 그리스와 인도의 수학자들이 이 문제에 대한 해결책을 발견하기 훨씬 전에 알려진 중요한 초기 성과다. 동시에 이 점토판을 쓴 사람은 전문적인 수학자가 아니라 서기였다는 점을 생각해야 한다. 학교에서 사용할 예제를 만든 것이라는 추측이 있다.

## 같이 보기
- 린드 수학 파피루스
- YBC 7289